# I'll Be There for You (canção de The Rembrandts)
"I'll Be There for You" é uma canção da dupla norte-americana de pop rock The Rembrandts. Foi escrita por David Crane, Marta Kauffman, Michael Skloff e Allee Willis, sendo usada como a música-tema da sitcom estadunidense Friends (1994–2004), da NBC. A banda norte-americana de rock R.E.M. foi originalmente solicitada que permitissem que uma de suas canções fosse usada para o tema de Friends, mas ela recusou a oportunidade. "I'll Be There for You" foi posteriormente escrita e a Warner Bros. Television selecionou a única banda disponível na Warner Bros. Records para gravá-la: The Rembrandts. Em 1995, depois que uma estação de rádio de Nashville trouxe a canção para a popularidade mainstream, os membros do The Rembrandts, Danny Wilde e Phil Sōlem, expandiram a música-tema com dois novos versos e incluíram esta versão em seu terceiro álbum de estúdio, L.P. (1995).
A versão estendida da canção foi lançada nas rádios dos Estados Unidos em 23 de maio de 1995, e foi disponibilizada no Reino Unido em 7 de agosto de 1995, como o primeiro single de L.P. Após o lançamento da canção, ela alcançou as dez primeiras posições na Austrália, Nova Zelândia e Noruega, bem como na Irlanda e no Reino Unido em 1995 e 1997. No Canadá, a faixa atingiu a primeira posição por cinco semanas e foi o single de maior sucesso de 1995, enquanto nos Estados Unidos, alcançou a 17ª colocação na Billboard Hot 100 e liderou a parada Hot 100 Airplay por oito semanas.

## Antecedentes e lançamento
A música-tema da sitcom estadunidense Friends seria inicialmente "Shiny Happy People" da banda norte-americana de rock R.E.M., mas quando a banda rejeitou a oferta, a Warner Bros. Television decidiu recriar o som do R.E.M. recrutando The Rembrandts para escrever um tema original. Os Rembrandts não queriam gravar a música, mas como eram a única banda disponível na Warner Bros. Records, eles cederam às exigências da companhia. A letra original de "I'll Be There for You", um único verso conforme necessário para a duração dos créditos de abertura da série, foi co-escrita pelos produtores de Friends David Crane e Marta Kauffman e pela compositora Allee Willis, enquanto os membros dos Rembrandts, Phil Sōlem e Danny Wilde, mais tarde escreveram um segundo verso e a ponte. A canção foi composta pelo marido de Kauffman, Michael Skloff.
O tema original, que tem menos de um minuto de duração, foi posteriormente regravado como uma canção pop de três minutos. Depois que o diretor de programa de Nashville, Charlie Quinn, junto com o locutor de rádio e diretor musical Tom Peace, colocou a versão curta original em um looping completo e a transmitiu na estação de rádio WYHY, tornou-se tão popular que eles tiveram que regravá-la. "Nossa gravadora disse que tínhamos que terminar a canção e gravá-la. Não havia como escapar disso", disse o vocalista Phil Sōlem. As palmas no final da primeira linha da canção foi uma adição de última hora, com Sōlem admitindo que foi uma decisão sábia e nomeando-a a melhor parte da faixa. A versão de três minutos de "I'll Be There for You" foi lançada nas rádios americanas contemporâneas em 23 de maio de 1995. No Reino Unido, um CD single e um single em fita cassete foram lançados em 7 de agosto de 1995.

## Recepção da crítica
Em 2009, "I'll Be There for You" foi listada pela revista Blender como uma das "50 Piores Canções de Todos os Tempos". Por outro lado, várias revistas listaram a canção como um dos melhores temas da TV, incluindo a Paste, Complex, e Observer.

## Desempenho comercial
Quando "I'll Be There for You" foi lançada em 1995, liderou a parada Hot 100 Airplay da Billboard dos Estados Unidos por oito semanas e também alcançou o topo da Hot Adult Contemporary e Mainstream Top 40. Na Billboard Hot 100, atingiu a 17ª posição como um lado A duplo com "This House Is Not a Home". No Canadá, a canção alcançou a primeira colocação por cinco semanas consecutivas e foi o single de maior sucesso de 1995 nesse país. No Reino Unido, atingiu a 3ª posição na UK Singles Chart, alcançando o pico na mesma posição na Irish Singles Chart, da Irlanda, no mesmo ano. Na Escócia, liderou a parada de singles do país. A canção vendeu 322.000 cópias no Reino Unido durante 1995.
Embora a faixa não tenha causado um impacto comercial significativo imediatamente na Austrália, chegando na posição de número 86 em outubro de 1995, ela logo reentrou na ARIA Singles Chart em agosto de 1996 e atingiu o pico na terceira posição na semana de 13 de outubro, permanecendo por um total de 20 semanas no top 50. Em 1997, quando foi relançada na Europa, a canção alcançou as dez primeiras posições na Irlanda e no Reino Unido mais uma vez. Este relançamento também fez com que a música chegasse ao top 40 na região de Flandres da Bélgica, e na França, Holanda, Noruega e Suécia. Em maio de 2021, "I'll Be There for You" vendeu 925.000 cópias e foi transmitida 20,7 milhões de vezes no Reino Unido desde que os números de streaming foram introduzidos em 2014. De acordo com a Official Charts Company, a canção foi transmitida em uma média de 96.000 vezes por semana até maio de 2021.